# Новрузов, Суджаят Мамиш оглы
Суджаят Мамиш оглы Новрузов (азерб. Sücayət Məmiş oğlu Novruzov; род. 23 ноября 1931, Ярдымлинский район) — советский азербайджанский строитель, лауреат Государственной премии СССР (1983). Заслуженный строитель Азербайджанской ССР (1966).

## Биография
Родился 23 ноября 1931 года в селе Варгадюз Ярдымлинского района Азербайджанской ССР.
С 1948 года — рабочий, с 1949 года — бригадир комплексной бригады строительного управления №11 строительного треста №1, город Сумгаит.
Суджаят Новрузов одним из первых пришел на строительство нового города на берегу Каспийского моря — города Сумгаита. Бригада участвовала в строительстве текстильной фабрики, фабрики верхнего трикотажа, химического комбината. Комплексная бригада под руководством Суджаята Новрузова достигла высоких результатов при выполнении плана одиннадцатой пятилетки на строительстве установки ЕП-300 Сумгаитского завода синтетического каучука. План одиннадцатой пятилетки бригада выполнила в октябре 1983 года. Годовой план 1983 года выполнен был на 127,2 процента.
Постановлением ЦК КПСС и Совета Министров СССР от 7 ноября 1983 года, за большой личный вклад в дело внедрения сквозного поточного бригадного подряда в строительстве Новрузову Суджаяту Мамиш оглы присуждена Государственная премия СССР.
Активно участвовал в общественной жизни Азербайджана. Член КПСС с 1968 года.